# Women in Love
Women in Love (no Brasil e em Portugal, Mulheres Apaixonadas) é um filme britânico de 1970 do gênero romance dramático, dirigido por Ken Russell e com roteiro de Larry Kramer, adaptado do livro Women in love da autoria de D.H. Lawrence.

## Sinopse
Na Inglaterra da década de 1920, dois casos amorosos se desenrolam de forma complexa. Durante uma confraternização ao ar livre os amigos Gerald Crich (Oliver Reed), e Rupert Birkin (Alan Bates) se apaixonam por duas mulheres com pensamentos diferentes sobre o amor e o sexo: as irmãs, Gudrun Brangwen (Glenda Jackson) e Ursula Brangwen (Jennie Linden). No entanto, vai-se descobrindo que a amizade entre Gerald e Rupert pode ser mais que isso.
O filme retrata a essência entre o amor e o sexo durante uma Inglaterra conservadora.

## Elenco
| Ator/Atriz         | Personagem       |
| ------------------ | ---------------- |
| Glenda Jackson     | Gudrun Brangwen  |
| Oliver Reed        | Gerald Crich     |
| Alan Bates         | Rupert Birkin    |
| Jennie Linden      | Ursula Brangwen  |
| Alan Webb          | Thomas Crich     |
| Eleanor Bron       | Hermione Roddice |
| Vladek Sheybal     | Loerke           |
| Catherine Willmer  | Sr.ª Crich       |
| Phoebe Nicholls    | Winifred Crich   |
| Sharon Gurney      | Laura Crich      |
| Michael Gough      | Tom Brangwen     |
| Christopher Gable  | Tibby Lupton     |
| Norma Shebbeare    | Sr.ª Brangwen    |
| Nike Arrighi       | Condessa         |
| Michael Graham Cox | Palmer           |
| Richard Fitzgerald | Salsie           |

## Prêmios e Indicações
- Oscar (EUA)
  - Venceu na categoria Melhor Atriz para Glenda Jackson.
  - Indicado nas categorias de Melhor Diretor, Mmelhor Roteiro Original, Melhor Fotografia..
- Globo de Ouro (EUA)
  - Venceu na categoria de Melhor filme em língua estrangeira.
- Círculo dos Críticos de Cinema de Nova York (EUA)
  - Venceu na categoria Melhor Atriz (Glenda Jackson).
- BAFTA (Reino Unido)
  - Indicado nas categorias de melhor filme, melhor diretor (Ken Russell), melhor trilha sonora, melhor ator (Alan Bates), melhor atriz (Glenda Jackson), melhor revelação (Jennie Linden), melhor roteiro, melhor figurino e melhor cinematografia.